# Битва під Таншбре
Битва під Таншбре (фр. Battaille de Tinchebray) — битва між військами англійського короля Генріха I та нормандського герцога Роберта III Куртгеза, що відбулась 28 вересня 1106 року поблизу замку Теншебре у південно-західній Нормандії (сучасний департамент Орн). У результаті перемоги англійських військ герцог Роберт III був взятий у полон, а Нормандія була завойована королем Англії, що призвело до відновлення єдності англонормандської монархії, заснованої Вільгельмом Завойовником. Англія та Нормандія після битви під Таншбре залишались об’єднаними до 1204 року.

## Воєнні дії перед битвою
Одразу після того, як перед своєю смертю 1087 року Вільгельм Завойовник розділив свої володіння, залишивши Нормандію старшому сину Роберту Куртгезу, а Англію — середньому Вільгельму II Руфусу, почалась боротьба за об’єднання цих держав. Ідею об’єднання підтримувала значна частина англонормандської аристократії, що володіла землями на обох берегах Ла-Маншу, а також багато міст, що прагнули до розширення торгових операцій. Феодальна анархія, що почалась за часів правління слабкого Роберта Куртгеза в Нормандії, сприяла тому, що на підтримку об’єднання виступило й нормандське духовенство. Боротьба між Робертом і Вільгельмом II тривала зі змінним успіхом. Після смерті останнього 1100 року королівський престол Англії захопив їхній молодший брат Генріх I. Спроба Роберта у 1101 році скористатись повстанням англійських баронів і скинути Генріха I не вдалась. У той самий час Генріх, укріпивши своє положення в Англії, почав готувати вторгнення до Нормандії. Приводом для початку війни між братами стало примирення герцога Роберта Куртгеза з Робертом Беллемським, колишнім графом Шрусбері, вигнаним з Англії за державну зраду. Окрім того, за повідомленнями Вільяма Мальмсберійського, Генріх I взяв на себе роль захисника нормандської церкви, що страждала від утисків з боку самовладних баронів Нормандії, передусім Роберта Беллемського, за ігнорування герцога Роберта.
Заручившись підтримкою, в тому числі і шляхом підкупу, духовенства, міст і значної частини нормандської аристократії (Вільгельм де Варенн, Роберт де Бомон й інші), Генріху I вдалось також забезпечити нейтралітет чи воєнну підтримку своєї експедиції з боку сусідніх держав. Король Франції Людовік VI був присутній на коронації Генріха у 1100 році та зберігав з Англією дружні відносини. У 1101 році було укладено англо-фламандську угоду, відповідно до якої за щорічну субсидію в розмірі 500 марок граф Роберт II надавав королю Англії 1000 збройних лицарів. Аналогічні угоди про надання військових контингентів були досягнені Генріхом I з графами Анжу, Мену і Бретані. В результаті герцог Роберт був позбавлений можливості набирати до своїх військ солдат поза Нормандією та був змушений розраховувати тільки на сили свого домену й загони своїх прибічників, головними з яких залишались Роберт Беллемський і Вільгельм, граф де Мортен.
Воєнні дії почались у 1104 році. Генріх I відвідав фортецю Домфрон в Нормандії, що належала йому за угодою з Куртгезом 1101 року, та розмістив англійські гарнізони в замках своїх прибічників. Королю також вдалось змусити герцога поступитись йому Евреським графством як компенсацію за надання Куртгезом притулку Роберту Беллемському. На Страсну неділю 1105 року англійські війська висадились у Барфлері, на півострові Котантен, в регіоні, де позиції Генріха були найсильнішими ще з 1080-их років. Щедро роздаючи гроші, королю швидко вдалось розширити свій вплив на більшу частину території Нижньої Нормандії. Потім англійські війська атакували й захопили Байо та примусили до капітуляції Кана. Однак відхід зі своїми частинами Елі I, графа Мена, істотно послабив сили Генріха I й не дозволив йому продовжити наступ на Руан. Положення також ускладнило загострення конфлікту через інвеституру між королем та архієпископом Ансельмом Кентерберійським, що вимагав повернення Генріха I до Англії. Тим часом герцог Роберт енергійно намагався досягнути компромісу з братом. Між ними відбулись перемовини у Фалезі, які, однак, не принесли результату. Взимку 1105—1106 років Роберт Куртгез і Роберт Беллемський кілька разів відвідали Англію, прагнучи досягти миру, але Генріх I відмовився йти на поступки.

## Диспозиція й перебіг битви
Влітку 1106 року війська Генріха I знову перейшли у наступ. Захопивши монастир Сен-П’єр-сюр-Дів неподалік від Фалезу, англійська армія повернула на південь та взяла в облогу замок Таншбре, розташований на кордоні графства Мортен у південно-західній Нормандії. У замку перебували загони Вільгельма де Мортена, одного з небагатьох крупних аристократів, які зберегли відданість герцогу Роберту. На допомогу обложеним вирушила основна нормандська армія, під керівництвом Роберта Куртгеза, Роберта Беллемського та Вільгельма де Мортена. 28 вересня 1106 року, рівно за сорок років після початку нормандського завоювання Англії, під стінами Таншбре відбулась вирішальна битва.
Сили сторін у битві були нерівними. Чисельна перевага належала армії Генріха I, у військах якого окрім англонормандських лицарів (Роберт де Бомон, Вільгельм де Варенн, Вільгельм д’Евре, Ранульф де Байо, Рауль де Тосні й інші), були присутні загони з Бретані й Мену. Армія Генріха I була вишикувана у три колони. В укритті знаходились загони Елі I, графа Мену, й Алена IV, герцога Бретані. Авангардом армії герцога Роберта Куртгеза командував Вільгельм де Мортен, а в ар’єргарді знаходились солдати Роберта Беллемського.
Для битви більшість лицарів з обох сторін, в тому числі король Генріх I і герцог Роберт, спішились, щоб надати стабільності своїм лавам. Атаку почав загін Вільгельма де Мортена, який накинувся на перші ряди королівської армії та невдовзі відкинув їх назад. У той самий час з укриття в центр нормандських військ ударили сили графа Мену й герцога Бретані. Ця атака вирішила підсумок битви: армія Роберта Куртгеза розпалась на розрізнені загони, частина вдалась до втечі, інші потрапили у полон чи були знищені, а ар’єргард під командуванням Роберта Беллемського залишив поле бою. За годину після початку бойових дій битва була завершена повним розгромом військ Роберта Куртгеза. Сам герцог і Вільгельм де Мортен потрапили у полон, а разом з ними й багато інших нормандських баронів і лицарів (в тому числі Едгар Етелінг, останній нащадок англосаксонських монархів).

## Значення битви
Битва під Таншбре стала вирішальною в кампанії Генріха I із завоювання Нормандії. Опір нормандських баронів було зламано. Герцог Роберт Куртгез потрапив у полон та до самої смерті у 1134 році залишався в англійській в’язниці. Нормандія перейшла під владу Генріха I, який 15 жовтня 1106 року був визнаний герцогом Нормандії. Це означало відновлення єдності англонормандської монархії, заснованої ще Вільгельмом Завойовником. Персональна унія Англії та Нормандії зберігалась до 1204 року.